# Taraska
Taraska (prononciation [taˈraska]) est un village de la gmina d'Aleksandrów, du powiat de Piotrków, dans la voïvodie de Łódź, situé dans le centre de la Pologne.
Il se situe à environ 8 kilomètres au nord-ouest d'Aleksandrów (siège de la gmina), 19 kilomètres au sud-est de Piotrków Trybunalski (siège du powiat) et 61 kilomètres au sud-est de Łódź (capitale de la voïvodie).

## Administration
De 1975 à 1998, le village était attaché administrativement à l'ancienne voïvodie de Piotrków.

Depuis 1999, il fait partie de la nouvelle voïvodie de Łódź.